# バーニング・ジャパン・ライヴ
『バーニング・ジャパン・ライヴ』（Burning Japan Live）は、イギリスのハードロック・ミュージシャン、グレン・ヒューズが1994年に録音・発表したライブ・アルバム。日本で先行発売された。

## 背景
ヒューズは1994年5月、大阪、名古屋、川崎を回る日本ツアーを行い、本作には川崎公演の模様が収録された。ヒューズのキーボード弾き語りによる「Still in Love with You」は、トラピーズの再結成ツアーでも演奏されていた曲である。なお、実際の公演では、アルバム『フロム・ナウ・オン』からの「Walkin' on the Water」と「Pickin' Up the Pieces」、それにヒューズも関わったプロジェクト・アルバム『フェノメナ』からの「Kiss of Fire」も演奏され、1997年発売のシングルCD「トーク・アバウト・イット」には、1994年5月24日録音の「Kiss of Fire」のライブ音源が収録された。

## 反響・評価
日本のオリコンチャートでは2週トップ100入りし、最高47位を記録した。『CDジャーナル』のミニ・レビューでは「ファルセットなど、ソウル風味がくどいかなと感じる曲もあったが、さすがにうまい」と評されている。

## 収録曲
1. "Burn" (David Coverdale, Ritchie Blackmore, Jon Lord, Ian Paice) - 6:44
2. "The Liar" (Glenn Hughes, Jean Beauvoir) - 4:39
3. "Muscle and Blood" (G. Hughes, Pat Thrall) - 5:48
4. "Lay My Body Down" (G. Hughes, Thomas Larsson) - 5:08
5. "From Now On..." (G. Hughes) - 6:08
6. "Into the Void" (G. Hughes, Eric Bojfeldt, Mic Michaeli) - 7:13
7. "Still in Love with You" (G. Hughes) - 2:10
8. "Coast to Coast" (G. Hughes) - 6:52
9. "This Time Around" (G. Hughes, J. Lord) - 3:32
10. "Owed to G" (Tommy Bolin) - 2:53
11. "Gettin' Tighter" (G. Hughes, T. Bolin) - 3:59
12. "You Keep On Moving" (D. Coverdale, G. Hughes) - 7:25
13. "Lady Double Dealer" (D. Coverdale, R. Blackmore) - 3:45
14. "I Got Your Number" (G. Hughes, P. Thrall) - 4:17
15. "Stormbringer" (D. Coverdale, R. Blackmore) - 5:10

### アメリカ盤CD (SH-1082-2)
1. "Burn" (D. Coverdale, R. Blackmore, J. Lord, I. Paice) - 6:45
2. "The Liar" (G. Hughes, J. Beauvoir) - 4:38
3. "Muscle and Blood" (G. Hughes, Pat Thrall) - 5:48
4. "Lay My Body Down" (G. Hughes, Thomas Larsson) - 5:08
5. "Into the Void" (G. Hughes, E. Bojfeldt, M. Michaeli) - 7:02
6. "Coast to Coast" (G. Hughes) - 6:12
7. "Owed to G" (T. Bolin) - 2:53
8. "Gettin' Tighter" (G. Hughes, T. Bolin) - 4:13
9. "Lady Double Dealer" (D. Coverdale, R. Blackmore) - 3:46
10. "I Got Your Number" (G. Hughes, P. Thrall) - 4:17
11. "Stormbringer" (D. Coverdale, R. Blackmore) - 5:10

## 参加ミュージシャン
- グレン・ヒューズ - ボーカル、キーボード(on "Still in Love with You")
- トーマス・ラーション - ギター、バックグラウンド・ボーカル
- エリック・ボーイフェルト - ギター、バックグラウンド・ボーカル
- ミック・ミカエリ（英語版） - キーボード、バックグラウンド・ボーカル
- ジョン・レヴィン - ベース
- イアン・ホーグランド（英語版） - ドラムス